# Hong Kong aux Jeux olympiques d'été de 1952
Hong Kong participe aux Jeux olympiques d'été de 1952 à Helsinki. Il s'agit de sa 1re participation en tant que concession britannique, le CNO de Hong Kong ayant été reconnue par le CIO en 1951.
Quatre nageurs (deux hommes et deux femmes) participent à ses jeux, tous éliminés dès les séries sauf Cheung Kin Man qui se qualifiera toutefois en demi-finale du 100 m nage libre.

## Natation
| Athlète            | Épreuve            | Séries        | Séries | Demi-finales | Demi-finales | Finale   | Finale   |
| Athlète            | Épreuve            | Temps         | Rang   | Temps        | Rang         | Temps    | Rang     |
| Hommes             | Hommes             | Hommes        | Hommes | Hommes       | Hommes       | Hommes   | Hommes   |
| ------------------ | ------------------ | ------------- | ------ | ------------ | ------------ | -------- | -------- |
| Cheung Kin Man     | 100 m nage libre   | 1 min 00,3 s  | 5e     | 1 min 00,9 s | 8e           | Éliminé  | Éliminé  |
| Cheung Kin Man     | 400 m nage libre   | 5 min 11,4 s  | 6e     | Éliminé      | Éliminé      | Éliminé  | Éliminé  |
| Cheung Kin Man     | 1 500 m nage libre | 20 min 50,2 s | 8e     | Éliminé      | Éliminé      | Éliminé  | Éliminé  |
| Francisco Monteiro | 100 m nage libre   | 1 min 03,1 s  | 5e     | Éliminé      | Éliminé      | Éliminé  | Éliminé  |
| Francisco Monteiro | 400 m nage libre   | 5 min 21,6 s  | 6e     | Éliminé      | Éliminé      | Éliminé  | Éliminé  |
| Francisco Monteiro | 1 500 m nage libre | 22 min 26,0 s | 6e     | Éliminé      | Éliminé      | Éliminé  | Éliminé  |
| Femmes             |                    |               |        |              |              |          |          |
| Cynthia Eager      | 100 m nage libre   | 1 min 16,8 s  | 7e     | Éliminé      | Éliminé      | Éliminé  | Éliminé  |
| Cynthia Eager      | 400 m nage libre   | 5 min 55,8 s  | 7e     | Éliminée     | Éliminée     | Éliminée | Éliminée |
| Irene Kwok         | 200 m brasse       | 3 min 19,2 s  | 6e     | Éliminée     | Éliminée     | Éliminée | Éliminée |